# Масиниса
Масиниса (241. п. н. е. до око 148. п. н. е.) је био први краљ Нумидије, који је ујединио сва нумидијска племена. Познат је по улози у Другом пунском рату, у коме је ратовао најпре на страни Картагињана, а онда на страни Римљана, којима је помогао у кључној бици код Заме, којом је 202. п. н. е. окончан Други пунски рат. Након Другога пунскога рата користио је наклоност Римљана, па је отимао картагињанске територије. Римљани су забрањивали Картгињанима да му узврате ратом. Када су 152/151. п. н. е. протерани главни чланови фракције, коју је он подржавао у Картагини тада је започео инвазију на Картагину, која се окончала његовом победом. Тај сукоб искористили су и Римљани да би 149. п. н. е. започели Трећи пунски рат против Картагине.

## Нумидија
Нумидија је била земља угллавном номадскога становништва и била је подељена на два дела. Реч номад је и изведена од речи Нумидија. На истоку су живели Масилији, а на плодном западу Масесилији. Масилијима на истоку владао је краљ Гала, а Масесилијима на западу Софакс. Гала је био Масинисин отац. Источно племе било је традиционално у пријатељским односима са Картагином и изгледа да су Картагињани доприносили успону њима наклоњене династије, која је могла да служи као бедем против западних Нумиђана. Масиниса је био образован у Картагини.

## Млади Масиниса побеђује Софакса
Картагина је током 214. п. н. е. ратовала против Софакса, краља западних Нумиђана. Картагињани су затражили помоћ од Гала, краља Масилија, тј. источних Нумиђана. Он је послао своју војску под командом свога седамнаестогодишњега сина Масинисе. Софакс није могао да се супротстави удруженим снагама Картагињана и Масинисе. Поражен је 213. п. н. е. у великој бици изгубивши 30.000 војника. Након пораза побегао је код Маурисија, који су живели крај Атланскога океана. Софакс је и ту окупио нову војску и припремао се да пређе у Шпанију, али Масиниса је стигао на време и поново га спречио.

## Ратује на страни Картагињана у Иберији
Масиниса је већ током 212. п. н. е. подржавао Картагињане у рату, који су они у Иберији водили против Римљана. Командовао је великом јединицом нумиђанске коњице од око 3.000 коњаника. Учествовао је у бици на горњем Бетису 211. пре н. е, када су погинула оба Сципиона. Нумиђанска лака коњица под командом Масинисе је дању и ноћу узнемиравала и нападала војску Публија Корнелија Сципиона током његовога приближавања Кастулу, у коме се налазио Магон Барка. Када је Публије сазнао да му иза леђа долази Андобал са Келтиберима променио је план и напао Андобала, који је успео да издржи довољно дуго док му у помоћ није дошао Масиниса са коњицом. Касније су дошли Магон Барка и Хаздрубал Гискон, па је римска војска била потучена до ногу, а Публије је погинуо. Након тога Масиниса је и даље ратовао у Иберији на страни Картагињана. Успешно је водио герилски рат против Сципиона Африканца. Учествовао је 206. п. н. е. у бици код Илипа, у којој је Сципион Африканац победио картагињанску војску под командом Хаздрубала Гискона и Магона Барке.

## Прелази на страну Римљана
Након тешкога пораза у бици код Илипа Масиниса је ступио у контакт са Римљанима, тачније најпре са Марком Јунијем Силаном. Након тога требало је да утиче на народ и вођство у Нумидији, да се промени спољнополитичка оријентација његове краљевине, која је увек била каратгињански савезник. Било је потребно релативно много времена да би започео преговоре са Сципионом Африканцем. На састанку са Сципионом Африканцем обећао је војну подршку у случају да се Римљани искрцају у северној Африци. За Сципиона и Римљане то је веома важна новост, јер је Масиниса предводио ударну снагу картагињанске војске, нумиђанску коњицу. Тај савез је једно време био прикривен, тако да је Масиниса и даље остао са Картагињанима у Гадесу на југу Иберије.

## Борба за престо
У то време око 206. п. н. е. умро је Масинисин отац Гала. Масиниса се у то време налазио у Иберији. Галу је наследио по нумиђанском обичају брат, тј Масинисин стриц, али убрзо је и он умро, па је круну наследио његов син Капуса. Пошто Капуса није имао утицај или ауторитет Мазетул, који је био из споредне краљевске линије, успео је да потакне део поданика на побуну против краља. Капуса је погинуо у бици против Мазетула, а након тога Мазетул је предао престо дечаку Лакумазу, једином преживеломе члану краљевске куће. Мазетул је задржао позицију регента и оженио се Ханибаловом нећаком и краљевом удовицом. Послао је изасланике Софаксу и обновио је старе везе, осигуравајући на све стране подршку пред сукоб са Масинисом. Када је Масиниса чуо да му је имро стриц, а онда и његов син, напустио је Иберију и прешао у Африку. Одмах по доласку у Нумидију придружило му се 500 Нумиђана, а након почетнога успеха почели су са свих страна да му прилазе Галини ветерани. Мазетул је имао бројнију војску, а са појачањима добијенима од Софакса располагао је са 15.000 пешака и 10.000 коњаника. Иако бројчано слабији Масиниса је победио захваљујући ветеранима и свом војном искуству. Масиниса је након тога овладао краљевином свога оца, али пошто је очекивао сукоб са Софаксом пружио је руку помирења Мазетулу и Лакумазу и дозволио им да се врате и уживају своја имања.

## Софакс осваја Масинисину краљевину
Хаздрубал Гискон је наговорио Софакса да нападне Масинису, који је након савеза са Римљанима постао непријатељ Картагињана. Софакс је победио Масинису у првој бици и заузео је целу Масинисину краљевину. Масиниса је побегао у планине са малим бројем следбеника, одакле је водио герилски рат и изводио пљачкашке упаде. Пљачкали су углавном на картагињанској територији одводећи људе и стоку и продајући их на обали. Картагињани су се жалили Софаксу, па је Софаксов војсковођа Бонкар успео да изненади Масинису и преотме му плен. Бонкар је успешно спроводио операције, тако да је током једнога периода рата Масиниса био рањен и остао је само са 4 пратиоца. Масиниса се једно време лечио и опорављао у једној пећини, а након опоравка окупио је 6.000 пешака и 4.000 коњаника, па је уз њихову помоћ успео да поврати своју краљевину и да угрожава остале територије. Софакс је сакупио велику војску и заједно са својим сином Вермином победио је Масинису у великој бици између Цирте и Хипоа. Поново је цела источна Нумидија пала под Софаксову власт, а Масиниса је умакао са малим бројем сабораца са којима је 204. п. н. е. дочекао да Сципион Африканац дође у Африку.

## Ратује у Африци на страни Римљана
Инвазија Африке почела је 204. п. н. е. Неколико стотина транспортних бродова превезло је до 32.000 римских војника на око 35 километара западно од Картагине. Сципион Африканац искористио је метеж да заузме неколико градова и да пустоши околину. Долазак Масинисе са 2.000 коњаника ојачао је римске снаге. Масиниса је омогућио сламање првога озбиљнијега картагињанскога отпора римској инвазији. Ханон Хамилкаров је са 4.000 нумиђанских коњаника заузео Салек, а онда се Масинисина коњица појавила пред градом. Када је Ханонова коњица извела напад онда се Масиниса намерно повукао и навукао је Ханонову коњицу до заседе, где их је чекала римска коњица. У тој заседи погинуо је Ханон и пола његове коњице. Сципион Африканац је након тога почео да опседа Утику, али након доласка Хаздрубала Гискона и Софакса био је присиљен да оконча опсаду. Током зиме две војске су имале логоре крај Утике. Сципион Африканац је почетком пролећа 203. п. н. е. послао Гаја Лелија и Масинису да ноћу спале Софаксов логор, а он је са другим делом војске напао Хаздрубалов логор. У тој бици код Утике успешно су уништили велику војску Картагињана и њихових савезника. Масиниса је у бици на Великим равницама командовао нумиђанском коњицом на левом крилу, а битка се завршила римском победом.

## Масиниси враћена краљевина
Након пораза у бици на Великим равницама 203. п. н. е. Софакс се са коњаницима повукао кући. Побегао је у западну Нумидију у своју оригиналну краљевину, а Гај Лелије и Масиниса су отишли у источну Нумидију, која је поново враћена под власт Масинисе. Масиниса је поново враћен на трон источне Нумидије. Софакс је окупио и трећу војску, па је у близини Софаксовога главнога града Цирте дошло до велике битке у којој су Масинисина и римска војска под командом Гаја Лелија победили и заробили Софакса. Након те битке Масиниса је заузео Цирту.

## Софонисба
У Цирти се налазила велика ризница, а међу заробљенима била је и Софаксова жена и ћерка Хаздрубала Гискона Софонисба. Она је раније била обећана Масиниси, али након његова преласка на римску страну Хаздрубал ју је удао за Софакса. Масиниса се на брзину оженио Сосонисбом, да она не би постала римски заробљеник. Међутим Сципион Африканац га је критиковао и тражио је да преда Софонисбу, да би могао да је одведе у Рим и изложи у тријумфалној поворци. Масиниса се бојао Римљана, па јој је рекао да је не може спасити од римскога гнева и онда јој је понудио отров, који је она попила, да би се спасла од понижења. Да би утешио Масинису Сципион му је доделио наследну титулу краља, обећавајући му и делове околних територија, а тај споразум је потврдио римски Сенат.

## Битка код Заме
У бици код Заме 202. п. н. е. командовао је са коњицом на римском десном крилу. Масиниса је са нумиђанском коњицом је искористио неред на картагињанском левом крилу, па је напао лево картагињанско крило и најурио га ван бојишта. Након некога времена вратио се и заједно са Гајем Лелијем извео је одлучни коњички напад, који је сломио кичму Ханибалове војске. Масинисина коњица се посебно истицала и током потере за пораженим непријатељем. Сам Ханибал је једва избегао његову коњицу. Због сарадње и велике коопоеративности Масинисе Римљани су посебно истакли Масинису у одредбама мировнога споразума, којим је 201. п. н. е. окончан Други пунски рат. Требало је да Картагињани Масиниси предају земљу и градове, који му припадају или су му припадали, или који су предвиђени да се предају Масиниси. Картагина није имала право да води рат без дозволе Рима.

## Неправедно отимање картагињанских територија
Добио је не само територије, који су припадали његовом оцу Гали, него и Софаксове територије, па је он постао први краљ уједињене Нумидије. Владао је тим територијама цело време до Трећега пунскога рата. Међутим Масиниса је искористио римску наклоност, па је уз њихову подршку отимао картагињанске територије. Картагињани нису имали право по мировном споразуму да зарате против њега без одобрења Рима. Они су се због тога често жалили Риму, а римске делегације би онда долазиле тобоже да их мире, а заправо са упутствима да подрже Масинису у споровима. Често су неправде према Картагињанима биле толико велике да би се делегације враћале у Рим без постизања решења. Највећи предмет спора била је плодна област Емпорије, коју је Масиниса великим делом окупирао, чак и ван граница, докле су му Римљани могли да дозволе да оштећује Картагињане. Задржавао је римску подршку, али онда је настојао да то узврати одређеним услугама. Слао је нумиђанску коњицу Римљанима као подршку за време Македонских ратова и Римско-сиријскога рата. Посебно је била значајна подршка, коју је упутио за време Трећега македонскога рата.

## Победа над Картагином
Масиниса је и унутар Картагине подржавао једну од фракција. Међутим 152/151. п. н. е. протерани су главни чланови фракције, коју је он подржавао. Масиниса се онда припремио за рат. Послао је у Картагину делегацију, која је требало да тражи да се прогнани врате у град. Међутим Хаздрубал је одбио да прими Масинисину делегацију у град, а при повратку делегацију је напао Хамилкар Самнит. Масиниса је то искористио као изговор за инвазију Картагине и опсео је град Ороскап. Хаздрубал је извео велику војску, коју су ојачале многи нумидијске вође, које су прешле на страну Картагињана. Хаздрубал је располагао са 58.000 војника. Прва битка окончала се нерешеним резултатом. Сципион Емилијан се у то време налазио у Масинисином логору и покушао је да помири две стране. Масиниса је инсистирао на предају нумидијских дезертера, али Картагињани су одбијали такав захтев. Непријатељства су се наставила и Масиниса је успео да опколи Хаздрубалову војску и одсече им снабдевање. Много Картагињана тада је страдало од глади и болести, па је Хаздрубал био присиљен да капитулира. Морао је да преда дезертере и да пристане да плати 5.000 таланата у року од 50 година. Масинису су предали територије око града Емпорија. Међутим Масиниса је бесрамно прекршио споразум и побио је много Картагињана након предаје.

## Трећи пунски рат
Тај удар понизио је Картагину, а онда су и Римљани одлучили да искористе прилику и заувек сломе некад славнога противника. Наставили су се преговори, који су били неуспешни, па је 149. п. н. е. дошло до Трећега пунскога рата. Масиниси је свакако одговарало да Рим сломи његове противнике. Ипак није му одговарало да се уместо Картагињана у Африци нађу Римљани, па је у почетку веома мало помагао. Током 148. п. н. е. Сенат је послао делегацију, која је требало да од њега тражи појачање, међутим Масиниса је преминуо пре доласка делегације. Наследила су га три сина Миципса, Мастанабал и Гулуса. Сципион Емилијан је поделио краљевску власт између његова три сина. Његови потомци су старији и млађи Јуба (Јуба I и Јуба II).